# Gene Collins
Gene Collins (* 23. April 1932 in Los Angeles, Kalifornien; † 29. Mai 2015) war ein US-amerikanischer Schauspieler.

## Leben
Collins begann seine Karriere 1939 als Kinderdarsteller. Er spielte in der Folge kleine Rollen in verschiedenen Spielfilmen, wobei er häufig im Abspann nicht genannt wurde. Mitte der 1940er Jahre hatte er einige wenige größere Nebenrollen, unter anderem in The People's Choice und Ginger. Weitere untergeordnete Rolle hatte er im B-Movie Der jüngste Tag und der Jerry Lewis-Filmkomödie Besuch auf einem kleinen Planeten. 1967 spielte er in vier Italowestern, darunter Sergio Corbuccis Die Grausamen. 1970 trat er neben Clint Eastwood und Donald Sutherland in Stoßtrupp Gold auf. Zwischen 1971 und 1974 spielte er in spanischen Westernfilmen neben Lee Van Cleef und Telly Savalas. Zu seinen letzten Rollen gehörten Auftritte in der Seifenoper General Hospital und der Fernsehserie Zorro mit Duncan Regehr in der Titelrolle.

## Filmografie (Auswahl)
- 1942: Der große Wurf (The Pride of the Yankees)
- 1944: Fünf Helden (The Sullivans)
- 1948: The Babe Ruth Story
- 1949: Der Mann, der zu Weihnachten kam (Mr. Soft Touch)
- 1949: Ich erschoß Jesse James (I Shot Jesse James)
- 1951: Der jüngste Tag (When Worlds Collide)
- 1951: Der nächtliche Reiter (The Lady and the Bandit)
- 1952: Tommy macht das Rennen (Boots Malone)
- 1952: Mein Sohn entdeckt die Liebe (The Happy Time)
- 1953: Unternehmen Panthersprung (Flight Nurse)
- 1957: Dino – der Bandit (Dino)
- 1959: Tausend Meilen Staub (Rawhide) (Fernsehserie)
- 1960: Besuch auf einem kleinen Planeten (Visit to a Small Planet)
- 1967: Töte, Django (Se sei vivo spara)
- 1967: Ohne Dollar keinen Sarg (El precio de un hombre)
- 1967: Die Grausamen (I crudeli)
- 1970: Stoßtrupp Gold (Kelly's Heroes)
- 1971: Matalo (…y seguian robandose el millon de dolares)
- 1972: Die rote Sonne der Rache (La banda J.S.: cronaca criminale del Far West)
- 1972: Viva Pancho Villa (Pancho Villa)
- 1974: In meiner Wut wieg’ ich vier Zentner (El kárate, el Colt y el impostor)
- 1990: General Hospital